# Destination… Out!
Destination... Out! – album studyjny amerykańskiego saksofonisty jazzowego Jackiego McLeana, wydany z numerem katalogowym BLP 4165 i BST 84165 w 1964 roku przez Blue Note Records.

## Powstanie
Materiał na płytę został zarejestrowany 20 września 1963 roku przez Rudy’ego Van Geldera w należącym do niego studiu (Van Gelder Studio) w Englewood Cliffs w stanie New Jersey. Produkcją albumu zajął się Alfred Lion.

## Lista utworów
Opracowano na podstawie materiału źródłowego.
Wydanie LP
Strona A
| Nr | Tytuł utworu    | Muzyka             | Długość |
| -- | --------------- | ------------------ | ------- |
| 1. | „Love and Hate” | Grachan Moncur III | 8:25    |
| 2. | „Esoteric”      | Moncur             | 9:02    |
|    |                 |                    | 17:27   |

Strona B
| Nr | Tytuł utworu         | Muzyka        | Długość |
| -- | -------------------- | ------------- | ------- |
| 1. | „Kahlil the Prophet” | Jackie McLean | 10:23   |
| 2. | „Riff Raff”          | Moncur        | 7:07    |
|    |                      |               | 17:30   |

## Twórcy
Opracowano na podstawie materiału źródłowego.
Muzycy:
- Jackie McLean – saksofon altowy
- Grachan Moncur III – puzon
- Bobby Hutcherson – wibrafon
- Larry Ridley – kontrabas
- Roy Haynes – perkusja

Produkcja:
- Alfred Lion – produkcja muzyczna
- Rudy Van Gelder – inżynieria dźwięku
- Larry Miller – projekt okładki
- Francis Wolff – fotografia na okładce
- Jackie McLean – liner notes
- Michael Cuscuna – produkcja muzyczna (reedycja z 2004)
- Bob Blumenthal – liner notes (2004)